# ACCU
ACCU (dawniej znane jako Association of C and C++ Users) – międzynarodowe stowarzyszenie profesjonalnych i amatorskich użytkowników języków programowania jak C, C++, Java, Perl, Python i innych.
Organizacja jest kierowana przez komitet złożony z ochotników, który odpowiada za doroczne konferencje ACCU (wiosną, w Oksfordzie) oraz publikacje - głównym czasopismem jest C Vu, dla zaawansowanych programistów przeznaczony jest Overload.